# Empis lobalis
Empis lobalis är en tvåvingeart som beskrevs av Thomson 1869. Empis lobalis ingår i släktet Empis och familjen dansflugor. Inga underarter finns listade i Catalogue of Life.